# Jolka (zpěvačka)
Jolka, rusky Ёлка, vlastním jménem Jelizaveta Valděmárovna Ivancív, rusky Елизаве́та Вальдема́ровна Иванци́в (* 2. července 1982 Užhorod) je ukrajinská a ruská zpěvačka vystupující pod přezdívkou Jolka a Jav (rusky Яавь).
Začínala v sestavě užhorodské skupiny B&B. V roce 2004 podepsala smlouvu s Vladom Valovym a vydala svoje debutové album Gorod obmana (Город обмана), kde největšími šlágry alba se staly písně Děvočka v Pežo a Chorošee nastrojenije. Další alba ve spolupráci s Vladom Valovym Těni (Тени) a Etot velikolepnyj mir (Этот великолепный мир), již nebyla tak úspěšná jako album debutové.
V letech 2010 do roku 2012 vystupovala jako porotce v ukrajinské verzi soutěže X-faktor. V roce 2011 se stala díky písničce Provans velmi populární a byla nominovaná na cenu Muz-TV (Муз-ТВ) ve třech kategoriích. Čtvrté studiové album zpěvačky Točki rasstavleny (Точки расставлены) mělo úspěch jak u novinářů tak i publika. Album sklidilo pozitivní ohlas kritiky, která jej označila za nejlepší popové album roku 2011. Časopisy jako Afiša (Афиша), Time Out a Interview album zařadily do svých redakčních seznamů nejlepších alb roku. Album Točki rasstavleny se dostalo do čela žebříčku alb 2M. Rossija Top-25. V závěru roku 2012 byla Jolka uznána jako nejvíce hrající umělec na ruských rozhlasových stanicích.
Jolka je osminásobným vítězem ruské hudební ceny Zlatý gramofon (Золотой граммофон) hudební stanice Russkoje radio. V roce 2011 byla časopisem Glamour uznána jako zpěvačka roku a byla zařazená mezi tři nejúspěšnější postavy v oblasti masové zábavy na Ukrajině podle edice Fokus. V roce 2011 byla vyhlášena zpěvačkou roku i v Rusku, a to na základě výsledku hitparády Zvukovaja dorožka novin Moskovskij komsomolec (Московский комсомолец). V roce 2020 v rámci Hudební ceny Top Hit byla vyhlášena umělcem desetiletí. Stalo se tak na základě výsledku analýz hudební služby Top Hit, která zjistila, že za posledních 10 let se její písně v éteru různých radiostanic hrály více než 19 milionkrát.

## Životopis

### Dětství a dospívání
Narodila se v Užhorodě. Vyrůstala v hudební rodině. Otec – Valděmar Mironovič Ivanciv (zemřel 13. června v Užhorodě) byl sběratel jazzové hudby. Matka – Marina Eduardovna Ljašenko byla hudebnice a hrála na tři nástroje, její prarodiče zpívali v Zakarpatském lidovém sboru.
Jelizaveta (česky Alžběta nebo Eliška) zpívala ve školním sboru, později v pěveckém kroužku v Paláci pionýrů. Již od školních let byla členem týmu KVN užhorodských školáků (obvodu č.6). Později v letech 2001–2003 byl vytvořen společný tým Užhorodu a Vinnycja Ohledně své umělecké přezdívky Jolka vzpomíná, že si ji nevymyslela, ale dostala ji v dětství od svých přátel. Studovala hudební školu v oboru zpěv, ale nedokončila ji. Podle vyjádření Jolky zde neměla dobré vztahy s učiteli. Od poloviny 90. let se stala členkou skupiny B&B, kde vystupovala jako doprovodná zpěvačka.

### 2001–2005: Začátek kariéry a album Gorod Obmana (Город обмана)
V roce 2001 skupina B&B vystoupila na mezinárodním festivalu Rapová hudba (Rap Music’01). Jolka svým vystoupením zaujala Vlada Valova, lídra skupina Bad Balance, který se později stal jejím prvním producentem. Po rozpadu skupiny B&B Jolka přestala vystupovat. V té době se již začala vzdávat svého snu stát se umělkyní a byla zaměstnaná jako číšnice v kavárně. O tři roky později ale přišla nabídka od Vlady Valova a Jolka se přestěhovala do Moskvy. Brzy po podpisu smlouvy nahrála píseň Slova skazany toboj (Слова сказаны тобой), která vyšla na kompilačním albu Девушки атакуют (Dívky útočí). V roce 2004 nahrála píseň Gorod obmana (Город обмана) a ta se stala jejím prvním šlágrem, jelikož tato skladba se udržela 12 týdnů v žebříčku hitparády rádia Maхimum.
Dne 9. listopadu 2005 vydala svoje první debudové album pod názvem Город обмана (Město podvodů). Práce na albu vydaném pod hlavičkou nakladatelství 100PRO byly dokončeny v polovině roku 2005 a Jolka o něm řekla, že album psala ’jedním dechem’. Jolka v albu prezentovala hudbu v různých stylech, počínaje rockem a konče hip hopem. Svůj styl popsala jako těžký kytarový R&B. Album sklidilo velmi příznivý ohlas a například Boris Barabanov v deníku Kommersanť (Коммерсантъ) se o Jolce vyjádřil jako o hlavní naději v ruské populární hudbě.
V roce 2005 byla Jolka nominována na MTV Ruskou Hudební Cenu (MTV Russia Music Awards) v kategorii Nejlepší rap.

### 2006–2009: Alba Těni (Тени) a Etot velikolepnyj mir (Этот великолепный мир)

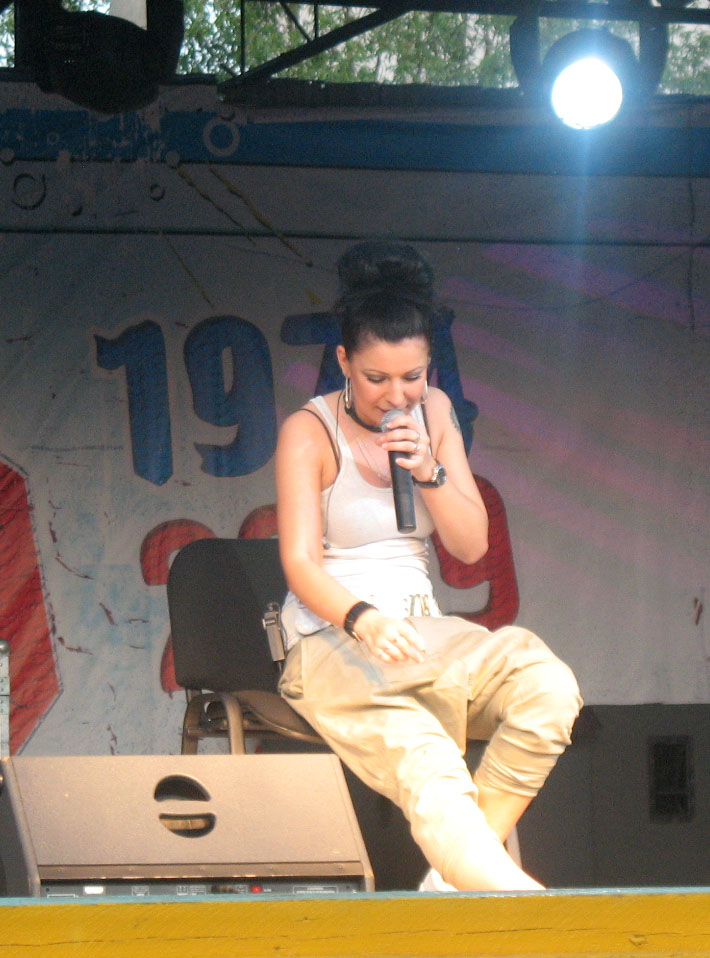
Jolka na vystoupení rok 2009

Dne 19. října vyšlo druhé studiové album Jolky s názvem Тени (Stíny). Album sklidilo poměrně příznivý ohlas. Dle vyjádření Jeleny Kuzmini s deníku Jamsession.ru je album pokračováním alba prvního a popisuje hlavně městský život. V Březnu 2006 nadabovala do ruštiny Červenou Karkulku v pohádce s názvem Pravdivý příběh o červené karkulce.
V roce 2007 obdržela cenu Zlatý gramofon za píseň Malčik-krasavčik (Мальчик-красавчик).
V dubnu 2008 vyšlo třetí album Jolky Этот великолепный мир (Tento nádherný svět). Zpěvačka nové album označila za klidnější a filozofičtější. Dle vyjádření Jolky bylo první album v duchu vnitřního protestu, boje a naléhavých problémů, a proto nahrála pokornější album, jelikož pochopila, že mnoho problémů lze zahladit láskou.
V roce 2008 byla nominována na cenu Muz-TV (премию Муз-ТВ) v kategorii Nejlepší hip hopový projekt. Ve stejném roce natočila s raperem Al Solo společnou píseň Счастье (Štěstí). Tato píseň byla zařazena na experimentální album s názvem Ёлка. Дуэты (Jolka.Duety). V září 2008 představila svoji první ukrajinskou píseň s názvem Свобода (Svoboda).
V roce 2009 zpěvačka vydala dvě písně Сны (Sny) a Твои слова (Tvé slovo) a k posledně jmenované byl natočen i videoklip a písně byly připravované pro čtvrté studiové album. Během prací na novém albu, ale byla ukončena spolupráce s Valovym a nahraná píseň Tvoj slova (Твои слова) nebyla zařazena na připravované album a vyšla až v roce 2020 na albu Past Perfekt (Předminulý čas). Píseň Сны (Sny) na chystaném čtvrtém studiovém albu vyšla pod názvem Mně by v tvoj sny... (Мне бы в твои сны…) a také jinou úpravou skladby.

### 2010–2011: Změny ve tvůrčí činnosti a album Točki Passtavleny (Точки расставлены)
Po vydání třetího studiového alba, nastaly v Jolčině tvorbě změny. V roce 2009 jako poctu zpěvačce Alle Pugačovové nazpívala písňovou baladu Ty na světě jesť (Ты на свете есть). Skončila její smlouva s producentem Vladom Valovym. Začala spolupracovat s Lianoj Meladze a Aljonoj Michajlovoj z Velvet Music a v roce 2010 se stala porotkyní ukrajinské verze X-Faktor. Dle vyjádření Jolky ji ke změnám v jejím životě pomohl rozhovor s Alou Pugačovou.
Rok před vznikem písně Provansa (Прованса), mě pozvala do svého rozhlasového pořadu sama Alla Pugačeva. Rozhovor s ní mě zdravě nabudil. Já ji řekla, že mám svůj malý výklenek a nic víc nepotřebuji a ona na to se zeptala a když já budu chtít přijít na tvůj koncert, kam mě pozveš? Nebo budu chtít přijít na návštěvu kam mě zavoláš? A to mě probudilo.
Ve zpěvaččině tvorbě dochází k radikální změně, jestliže dřívější tvorba zpěvačky byla ve stylu současné R&B a alternativních rockových stylech, další její tvorba již je v popovém stylu.
Pro časopis Zvukam.ru podle vyjádření Jolky "Každý umělec, byť s minimálními tvůrčími ambicemi, chce být poslouchán a slyšen. Ve věku 29 let jsem si uvědomila, že být popovým zpěvákem není na ostudu, ale dokonce moc super".
20 žáří 2010 představila píseň Provans (Прованс) od ukrajinského autora Jegora Solodovnikovyma a tato píseň se stala na začátku roku 2011 velkým šlágrem. Úspěch písně pomohl zpěvačce získat tři Nominace Muž Tv 2011 v kategoriích Nejlepší zpěvačka, Nejlepší píseň a nejlepší video.
V červnu byla umělkyně podle žebříčku ukrajinské verze časopisu Focus zařazena do seznamu nejúspěšnějších postav v oblasti hudební masové zábavy na ukrajině pro sezónu 2010–2011, ve kterém se Jolka umístila na 10 místě.
Čtvrté studiové album zpěvačky s názvem Точки расставлены (Body rozestaveny) bylo vydáno 18. listopadu na Janděx. Muzyke (Яндекс. Музыке). Zpěvačka nové album popsala jako odraz jejího vnitřního stavu. Hudební kritici album ocenili a označili jej za jedno z nejlepších popových alb roku. 26. listopadu 2011 obdržela ocenění Zlatý gramofon za píseň Provans (Прованс). Redakce hudební sekce Lenta.ru zařádila píseň Na bolšom vozdušnom šare (На большом воздушном шаре) do svého seznamu písní roku 2011.

### 2012–2015: Úspěchy a další vývoj, album Něby (#Небы)

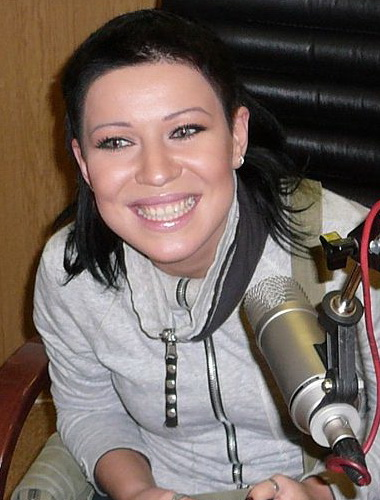
Při rozhovoru na stanici Echo Moskvy

Dne 26. března 2012 byla zpěvačka nominována ve čtyřech kategoriích: Nejlepší interpret, Nejlepší album za Точки расставлены (Body rozestaveny), Nejlepší píseň za Около тебя (Poblíž tebe), Nejlepší duet s Pavlom Volej za píseň Мальчик (Chlapec).

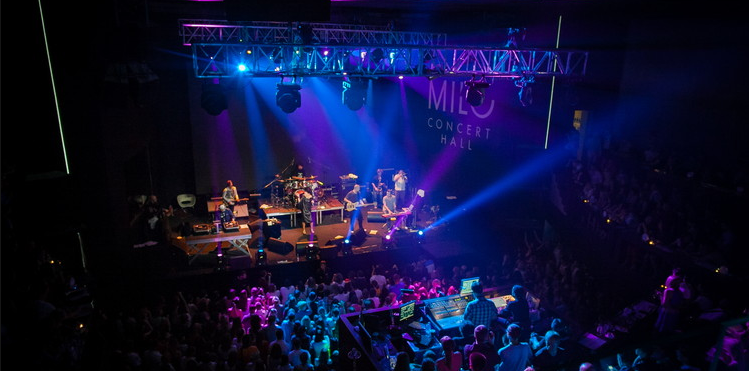
Vystoupení v klubu Milo Concert Hall v Nižním Novgorodě v roce 2013

Kvůli zvýšené popularitě musela odmítnout účinkování v soutěži X-faktor. Dle žebříčku ukrajinské mutace časopisu Focus se umístila v žebříčku postav v oblasti masové hudební zábavy na ukrajině na 18 místě.
Dne 21. září 2012 zahájila Jolka nové podzimní turné po Rusku v moskevském klubu 16 tonn. Na výročních cenách Ru.tv 2012 získala Jolka cenu v kategorii nejlepší píseň roku, a to za píseň Около тебя (Poblíž tebe). Se skupinou Megapolis natočila pro seriál Schvatka (Схватка) 5 písní a v tomto seriálu hrála epizodní roli. Dne 4. prosince 2012 vydala minialbum Негромкий концерт (Tichý koncert), které bylo natočeno na moskevských koncertech zpěvačky v hudebním sále Mir (Мир). Album bylo vydáno v iTunes obchodu (iMelodie) v den otevření ruské pobočky.
Začátkem roku vyšel film Džentlmeny, udači (Джентльмены, удачи!), ve kterém se Jolka ve vedlejší roli objevila a zaspívala jednu ze svých písní.
Dne 18. února 2014 vyšla samostatná píseň nazpívaná se zpěvákem Buritem Ty znaješ (Ты знаешь). Tato píseň obdržela pozitivní recenze od kritiků z časopisu Afiša (Афиша) a redaktoři ji označili jako nejpopulárnější ruskojazyčnou píseň roku. Píseň napsali dva skladatelé Igor Burnyšev a byla natáčena na mobilních telefonech a upravena v počítačích.
Dne 23. dubna 2014 Jolka vydala videoklip k písni Vsjo zavisit ot nas (Всё зависит от нас) a stala se písní k filmu Podarok s charaktěrom (Подарок с характером).
Dne 26. května 2014 se zúčastnila charitativního koncertu v Moskvě.
Dne 7. listopadu 2014 proběhl velký koncert Jolky, kde představila nové písně. Dne 6. prosince 2014 ve sportovním areálu Olimpijskij (Олимпийский) se pořádal každoroční hudební festival Песня года (Píseň roku). Na něm Jolka obdržela diplom a sošku za píseň Narisuj mně něbo (Нарисуй мне небо) a nejlepším skladatelem se stal Konstantin Meladze, producent jejího šlágru Provans (Прованс).
Dne 17. února 2015 vyšlo 5 studiové album Jolky pod názvem #Небы (#Oblohy), které obsahuje i dříve vydané písně.

### Umění a hudební styl
Na začátku své kariéry hudební novináři vyzdvihovali Jolku především pro její mimořádné hlasové schopnosti.
Podle vyjádření jejího prvního producenta Vlada Valova: Podíval jsem se na Jolku a zatímco si ve studiu něco broukala, uvědomil jsem si, že umí zazpívat cokoliv
Jolka není skladatelkou svého debutového alba. Jak sama Jolka řekla. Mnoho lidí mi vyčítá, že jsem jen vykonavatel a nepíši sama. Nejsem umělec, jsem prostě medium a to jsou dvě různé věci. Jen umím přednést lidem dobrou formou slova. Jolka přirovnává svůj žánr k ruskému tvrdému R&B, ale jak sama řekla:
Když mě novináři začnou trápit, tak někdy odpovídám, že můj styl se nazývá ruský tvrdý R&B a přirozeně je to vtip, jelikož jsem nikdy o tom nepřemýšlela v jakém stylu pracuji. Přijde mi komické, když některé hudební skupiny usilovně vymýšlejí svůj vlastní hudební směr a pak nedokážou vysvětlit, co vlastně hrají. Obecně platí, že ruské R&B, není o mě. Jolka v rozhovoru pro Toppop.ru.
Jelena Kuzmina v časopise Jamsession.ru se o Jolce vyjádřila: Je městská zpěvačka a všechny její písně jsou o městě a jejich obyvatelích.
Její čtvrté album se stalo dospělejší, zůstalo u R&B, ale přidalo hodně soulu a regé. V Комсомольской правде (Komsomolské pravdě) napsali, že je Jolka byla stále častěji nazývaná jako dustojná umělkyně po Zemfiře a nadějí ruské hudební scény. Podle Eleny Laptěvi z Komsomolské pravdy: Jolku píseň Provans (Provans) vystrčila z klubového výklenku do světa velkých vystoupení. Následné album Точки расставлены (Body rozestaveny), ji upevnilo pozici supernovy.
Andrej Vasjanin redaktor z novin Rossijskaja gazeta (Российской газете) ke čtvrtému albu poznamenal, že toto album jde mnohem více s hlavním proudem než předchozí, ale má více šlágrů a lepší kvalitu zvuku. Při popisu chování Jolky na pódiu, je překvapen jejím odlehčeným popovým chováním, i když zpívá za doprovodu hudebního stylu, který je blízký soulu a pop-rockovému stylu a vyžaduje velké pěvecké mistrovství a zkušenosti.

### Reakce kritiky
Po vydání debutového alba Город обмана (Město podvodů) Jolka obdržela několik pozitivních recenzí od hudebních kritiků. Například Rita Skitěr s InterMedia napsala, že Jolka je jedním z mála umělců, která zpívá a album má charakteristický zvuk a neobvyklou prezentaci materiálu. Druhé album Тени (Stíny), získalo pozitivní recenzi od Sergeja Gorceva, který napsal, že toto Jolku zařadilo do první řady domácích umělců a je velmi dobré. Guru Ken na druhé straně však album označil za neúspěšné a až příliš popové.
Reakce kritiky na třetí album Этот великолепный мир (Tento nádherný svět) nevzbuzovaly takový zájem jako díla předchozí.
Čtvrté album Точки расставлены (Body rozestaveny) získalo velmi pozitivní ohlasy. Oleg Luzin na webu Weburg.net napsal, že nové písně ukazují jak Jolka experimentuje a otevírá nové obzory. Alexej Mažajev dal albu nejvyšší skóre a poznamenal, že se tak stalo podruhé nebo potřetí v historii rubriky. Nazval Jolku hlavní zpěvačkou a poznamenal, že mezi rockem a popem se uměle vytváří hloupé bariéry. Obecné platí, že Jolka je přizpůsobivá různým žánrům a je všude naprosto rozpoznatelná. Dmitrij Pročuchan z NewsMusic.ru (Nováhudba) album vysoce ocenil. Podle jeho mínění dosáhlo téměř ideální rovnováhy mezi kvalitní hudbou a dostupnosti nejširšímu okruhu posluchačů a dodal, že ji lze právem považovat o uchazečku na uvolněný trůn první ruské dámy populární hudby.

### Veřejný obraz
Jekatěrina Taranova z KM.RU popsala zpěvačku jako puberťačku a poznamenala, že zpěvačka se na veřejnosti objevuje s krátkým vyzývavým střihem, v džínách, teniskách a s plyšovými hračky v rukách. Bylo napsáno, že neobvyklost jejího obrazu hrála roli v její popularitě. Jolka měla sklon experimentovat se vzhledem již v Užhorodu, obarvila si vlasy na červeno a poznamenává, že v jejím rodném městě to bylo smělé jednání. Jolka měla při svých experimentech s vizáží velmi tolerantní rodiče, kteří Jolce nevyčítali tetování a ani oholenou hlavu v 15 letech. Při jednom rozhovoru pro novináře se Jolka zmínila o tom, že služeb vyzážistů využívá pouze pro natáčení klipů, jinak o svůj vzhled pečuje sama.
Jolka o své neochotě hovořit o osobním životě a svých životních názorech řekla: Každý začne velmi bolestivě čmuchat a to strašně překáží a ničí. Také řekla, že umělci by měli být společensky odpovědní a ve spojitosti s tím se zřekla kouření.
Po roce 2010 spolu s proměnami v hudebním stylu, Jolka začíná měnit i svůj obraz. Vysvětlila to přirozenými důvody: dospíváním a přehodnocením hodnot.
Ve videoklipu na píseň Provans (Прованс) se Jolka objevila ve zcela nové podobě v elegantních bílých šatech, botách na podpatku, s krásným účesem. Začala být nazývána jako jedna z nejstylovějších zpěvaček na ruské scéně. Sama Jolka říká, že se nesnaží držet nejnovějších módních trendů, ale je lepší dát dohromady svůj styl. Mezi její nejoblíbenější módní návrhářku patří Lilija Litkovská, která pro ni vytváří koncertní oblečení.

## Koncertní skupina
Jolka turné absolvuje se stálými členy hudebního doprovodu a titíž členové se podílejí na úpravě písní. Na velkých sólových koncertech zpěvačka vystupuje se širším hudebním doprovodem: kytarista, baskytarista, klávesista, bubeník, DJ a dechové nástroje. Na vystoupeních zpěvačky se podílí i taneční skupina Loonyband (Bláznivá kapela), kterou vede Kateřina Rešetnikova a zabývá se scénografií videosekvencí a tanečními programy pro koncerty. Koncertní sestava:
- Jolka — zpěv
- Lev Trofimov — klávesy
- Alexandr Kulkov— Bubny
- Vladislav Caler — bas
- Dmitrij Tjuze — kytara
- DJ Lenar — dýdžej
- Alexandr Pěrfiljev— ozvučení
- Jevgenij Subbotnin — divadelní inspicient
- Oleg Ostančuk — saksofon
- Алексей Бондаренко Alexej Bondarenko — zvuk
- Konstantin Kulikov— trubka, perkuse

## Diskografie

### Studiové album
| Název                                         | Podrobnosti                                                                                                 | Název alba česky    | Odkaz |
| --------------------------------------------- | --- | ------------------- | ----- |
| Gorod obmana (Город обмана)                   | - Vydáno: 3. listopadu - Vydavatel: 100PRO, CD Land, Velvet Music, Монолит - Formát: Digitální distribuce   | Město podvodů       |       |
| Těni (Тени)                                   | - Vydáno: 2006 - Vydavatel: CD Land Records, Velvet Music - Formát: Digitální distribuce, fyzicky           | Stíny               |       |
| Etot velikolepnyj mir (Этот великолепный мир) | - Vydáno: 2008 duben - Vydavatel: 100PRO, CD Land, Velvet Music - Formát: Digitální distribuce, fyzicky     | Tento nádherný svět | odkaz |
| Točki rasstavleny (Точки расставлены)         | - Vydáno: 18. listopadu 2011 - Vydavatel: Velvet Music, Союз Мьюзик - Formát: Digitální distribuce, fyzicky | Body rozestaveny    | odkaz |
| #Небы                                         | - Vydáno: 17. února 2015 - Vydavatel: Velvet Music - Formát: Digitální distribuce, fyzicky                  | #Oblohy             | odkaz |
| Past Perfect                                  | - Vydáno: 22. května 2020 - Vydavatel: Velvet Music - Formát: Digitální distribuce, fyzicky                 | Předminulý čas      | odkaz |
| Без обид                                      | - Vydáno: 12. listopadu 2021 - Vydavatel: Velvet Music - Formát: Digitální distribuce, fyzicky              | Bez urážky          | odkaz |

### Samostatné písně a písně kde účinkuje jako host
| Rok   | Název                                                                               | Překlad                   | Odkaz                                        | Rok  | Název                                                                           | Překlad                 | Odkaz                                                                  |
| ----- | ----------------------------------------------------------------------------------- | ------------------------- | -------------------------------------------- | ---- | ------------------------------------------------------------------------------- | ----------------------- | ---------------------------------------------------------------------- |
| 2004  | Gorod obmana (Город обмана)                                                         | Město podvodů             | odkaz                                        | 2017 | Vpusti muzyku (Впусти музыку)                                                   | Pusťte hudbu            | odkaz                                                                  |
| 2005  | Děvočka v Pežo (Девочка в Пежо)                                                     | Dívka v Pežo              | odkaz                                        | 2017 | Mir otkryvajetsja (Мир открывается)                                             | Svět se otevírá         | odkaz                                                                  |
| 2005  | Chorošee nastrojenije (Хорошее настроение)                                          | Dobrá nálada              | odkaz                                        | 2018 | Na kolenke (На коленке)                                                         | Na koleno               | odkaz                                                                  |
| 2005  | I Want To Be A Movie Star                                                           | Chci být filmovou hvězdou | odkaz                                        | 2018 | Načinajetsja s těbja (Начинается с тебя) s Burito                               | Začíná to u tebe        | odkaz                                                                  |
| 2006  | Dve rozy (Две розы)                                                                 |                           | odkaz                                        | 2018 | До солнца (Do solnca) s Loc-Dog'ом                                              | Vzhůru ke slunci        | odkaz                                                                  |
| 2006  | Děvočka-studentka (Девочка-студентка)                                               |                           | odkaz                                        | 2018 | Vot eto da! (Вот это да!)                                                       |                         | odkaz                                                                  |
| 2006  | Terror (Террор)                                                                     |                           | odkaz                                        | 2018 | Mir otkryvajetsja (Мир открывается)                                             | Svět se otevírá         | odkaz                                                                  |
| 2006  | Navodněnije (Наводнение)                                                            |                           | odkaz                                        | 2018 | Dělaj ljubov (Делай любовь) jako host se zpěvákem Zvonkim a zpěvákem Rem Digga) | Milovat se              | odkaz Celé album Мир мoих иллюзий (Svět mých iluzí) od zpěváka Zvonkim |
| 2006  | Gory (Горы)                                                                         |                           | odkaz                                        | 2018 | Spasi menja (Спаси меня) jako host se zpěvákem Zvonkim                          | Zachraň mě              | odkaz Celé album Мир мoих иллюзий (Svět mých iluzí) od zpěváka Zvonkim |
| 2007  | Malčik-krasavčik (Мальчик-красавчик)                                                | Chlapec-krasavec          | odkaz                                        | 2018 | Gdě ty (Где ты)                                                                 | Kde ty                  | odkaz                                                                  |
| 2007  | Točki-goroda (Точки — города)                                                       |                           | odkaz                                        | 2019 | Šokoladka (Шоколадка#2)                                                         | Čokoládka               | odkaz                                                                  |
| 2008  | Ně padaj duchom (Не падай духом)                                                    |                           | odkaz                                        | 2019 | Skučaju (Скучаю)                                                                | Teskním                 | odkaz                                                                  |
| 2008  | Dobroje utro (Доброе утро)                                                          |                           | odkaz                                        | 2019 | Ostajus (Остаюсь)                                                               | Zůstávám                | odkaz                                                                  |
| 2009  | Tvoj slova (Твои слова)                                                             |                           | odkaz                                        | 2019 | V každom iz nas (В каждом из нас) Jako host se zpěvákem Arťomom Pivovarov       | V každém z nás          | odkaz celé album Земнoй (Pozemský) od Arťoma Pivovarova                |
| 2009  | Sny (Сны)                                                                           |                           | odkaz                                        | 2019 | Spacibo za vsjo, mam (Спасибо за всё, мам) se zpěvačkou Mari Krajmbreri         | Děkuji za vše, mami     | odkaz                                                                  |
| 2010  | Provans (Прованс)                                                                   |                           | odkaz                                        | 2020 | Komnata (Комната) Převzato od skupiny 25/17                                     | Místnost                | odkaz                                                                  |
| 2011  | Na bolšom vozdušnom šare (На большом воздушном шаре)                                |                           | odkaz                                        | 2020 | #Poprikolu (#Поприколу) S hudebníkem Bastoj                                     |                         | odkaz                                                                  |
| 2011  | Malčik (Мальчик) s Pavlom Volej                                                     |                           | odkaz                                        | 2020 | Mně Legko (Мне легко)                                                           | Je to pro mě snadné     | odkaz                                                                  |
| 2011  | Okolo těbja (Около тебя)                                                            |                           | odkaz                                        | 2020 | Iz Okon (Из окон)                                                               | Z oken                  | odkaz                                                                  |
| 2012  | Ceny-lenty (Цепи-ленты)                                                             |                           | odkaz                                        | 2020 | Ljubov vo vremja čumy (Любовь во время чумы) (se skupinou 25/17)                | Láska během moru        | odkaz                                                                  |
| 2012  | Choču (Хочу)                                                                        |                           | odkaz                                        | 2020 | Ně nagovarivaj (Не наговаривай) s hudební skupinou RSAC                         | Nepomlouvej             | odkaz                                                                  |
| 2012  | Zvjozdy Zvjozdy (Звёзды, звёзды) Se skupinou Megapolis (Мегаполис)                  |                           | odkaz                                        | 2020 | Fontan (Фонтан) Jako host se skupinou 25/17                                     | Kašna                   | odkaz Odkaz na album skupiny 25/17 Байки из склепа (Bajki z hrobky)    |
| 2013  | Tělo ofigelo (Тело офигело)                                                         |                           | odkaz                                        | 2020 | Vremena ně vybrať (Времена не выбрать)                                          | Není čas vybírat        | odkaz                                                                  |
| 2013  | Novyj mir (Новый мир)                                                               |                           | odkaz                                        | 2020 | Krylja (Крылья) jako host s hudebníkem PLC                                      |                         | odkaz Celé album Нoвый (Nový) od PLC                                   |
| 2013  | Leti, Liza (Лети, Лиза)                                                             |                           | odkaz                                        | 2020 | Novogodnij vajb (Новогодний вайб) se zpěvačkou Mari Krajmbreri                  | Novoroční atmosféra     | odkaz                                                                  |
| 2013  | Nam ně ponjať (Нам не понять) se zpěvákem Noize MC                                  |                           | odkaz                                        | 2020 | Vsjo Projzojďot (Всё произойдёт)                                                | Všechno se stane        | odkaz                                                                  |
| 2014  | U něba jesť my (У неба есть мы) nazpívané s raperem Emej                            |                           | odkaz                                        | 2021 | Novij god (Новый год)                                                           | Nový rok                | \| odkaz \|                                                            |
| 2014  | Ty znaješ (Ты знаешь) se zpěvákem Burito                                            |                           | odkaz                                        | 2021 | Ně brošu na polputi (Не брошу на полпути) k seriálu Mastěr (Mastěr)             | Nevzdám se v půli cesty | odkaz                                                                  |
| 2014  | Vsjo zavisit ot nas (Всё зависит от нас)                                            | Všechno záleží na nás     | odkaz                                        | 2021 | Vydochin (Выдохни)                                                              | Vydechnout              | odkaz                                                                  |
| 2014  | Narisuj mně něbo (Нарисуй мне небо)                                                 | Namaluj mě nebe           | odkaz                                        | 2021 | Jabloko (Яблоко) se skupinou IOWA                                               | Jablko                  | odkaz                                                                  |
| 2015  | Morevnutri (Моревнутри)                                                             | Moře uvnitř               | odkaz                                        | 2021 | Něčego těrjať (Нечего терять)                                                   | Není co ztratit         | odkaz                                                                  |
| 2015  | Greju sčasťje (Грею счастье)                                                        | Hřeje mě štěstí           | odkaz                                        | 2021 | Kosmos (Космос)                                                                 | Vesmír                  | odkaz                                                                  |
| 2015  | Prazdnik k nam prichodit! (Праздник к нам приходит!)                                | Svátek k nám přichází     | odkaz                                        | 2021 | Moja zvezda (Моя звезда)                                                        | Moje hvězda             | odkaz                                                                  |
| 2016  | Navsegda (Навсегда)                                                                 | Navždy                    | odkaz                                        | 2022 | Уберегу ли тебя                                                                 | Ochráním tě             | odkaz                                                                  |
| 2016  | Šans (Шанс) jako host zpěváka ĽOne                                                  | Šance                     | odkaz Celé album ĽOne Гравитация (Gravitace) |      |                                                                                 |                         |                                                                        |
| 2016  | Buď so mnoj rjadom (Будь со мной рядом)                                             |                           | odkaz                                        |      |                                                                                 |                         |                                                                        |
| 2016  | S ljubimymi ně rasstavajtěs (С любимыми не расставайтесь!) hostující Ilja Lagutěnko |                           | odkazAlbum k filmu Ёлки 5                    |      |                                                                                 |                         |                                                                        |
| odkaz |                                                                                     |                           |                                              |      |                                                                                 |                         |                                                                        |

### Videoklipy
| Rok  | Klip                                                       | Překlad                   | Odkaz | Rok  | Klip                                      | Překlad                          | Odkaz |
| ---- | ---------------------------------------------------------- | ------------------------- | ----- | ---- | ----------------------------------------- | -------------------------------- | ----- |
| 2004 | Gorod Obmana (Город обмана)                                | Město podvodů             | odkaz | 2017 | Šans (Шанс) (Duet s L'One)                |                                  | odkaz |
| 2005 | Děvočka v maleňkom Pežo (Девочка в маленьком Пежо)         | Dívka v malinkém Pežotu.  | odkaz | 2017 | A ja těbja nět (А я тебя нет)             |                                  | odkaz |
| 2005 | I Want To Be A Movie Star                                  | Chci být filmovou hvězdou | odkaz | 2017 | Vpusti muzyku (Впусти музыку)             |                                  | odkaz |
| 2005 | Chorošee nastrojenije (Хорошее настроение)                 | Dobrá nálada              | odkaz | 2017 | Mir otkryvajetsja (Мир открывается)       | Svět se otevírů                  | odkaz |
| 2006 | Děvočka-studentka (Девочка-студентка)                      | Dívka-studentka           | odkaz | 2018 | Na kolenke (На коленке)                   | Na koleno                        | odkaz |
| 2006 | Navodněnije (Наводнение)                                   | Záplava                   | odkaz | 2018 | До солнца (Do solnca)                     | Vzhůru ke slunci                 | odkaz |
| 2007 | Malčik-krasavčik (Мальчик-красавчик)                       | Chlapec-krasavec          | odkaz | 2018 | Vyleči moju ljubov (Вылечи мою любовь)    | Vyléč moji lásku (pod přez. Jav) | odkaz |
| 2008 | Dobroje utro (Доброе утро)                                 |                           | odkaz | 2018 | Domoj (Домой)                             |                                  | odkaz |
| 2008 | Ně padaj duchom (Не падай духом)                           |                           | odkaz | 2018 | Odin v pole voin (Один в поле воин)       | Jeden voják v poli (po přez.Jav) | odkaz |
| 2009 | Tvoj slova (Твои слова)                                    |                           | odkaz | 2018 | Ně vinovat (Не виноват)                   |                                  | odkaz |
| 2010 | Provans (Прованс)                                          |                           | odkaz | 2018 | Dělaj Ljubov (Делай любовь)               | Pracuj na lásce                  | odkaz |
| 2011 | Na bolšom vozdušnom šare (На большом воздушном шаре)       |                           | odkaz | 2019 | Ostajus (Остаюсь)                         |                                  | odkaz |
| 2011 | Malčik (Мальчик)                                           |                           | odkaz | 2019 | Davaj letaj (Давай летай)                 |                                  | odkaz |
| 2011 | Brosaj (Бросай)                                            |                           | odkaz | 2019 | Spasi menja (Спаси меня)                  |                                  | odkaz |
| 2011 | Okolo těbja (Около тебя)                                   |                           | odkaz | 2019 | Na maljutke-planětě (На малютке-планете)  |                                  | odkaz |
| 2012 | Ceny-lenty (Цепи-ленты)                                    |                           | odkaz | 2020 | Комната (převzato od skupiny 25/17)       | Místnost                         | odkaz |
| 2012 | Choču (Хочу)                                               |                           | odkaz | 2020 | Mně legko (Мне легко)                     | Je to pro mě snadné              | odkaz |
| 2013 | Tělo ofigelo (Тело офигело)                                |                           | odkaz | 2020 | Iz okon (Из окон)                         | Z oken                           | odkaz |
| 2013 | Novyj mir (Новый мир)                                      | Nový svět                 | odkaz | 2020 | Ně speši (Не спеши)                       | Nepospíchej                      | odkaz |
| 2013 | Leti, Liza (Лети, Лиза)                                    |                           | odkaz | 2020 | Ně nagovarivaj (Не наговаривай)           | Nepomluvej                       | odkaz |
| 2014 | Ty znaješ (Ты знаешь) se zpěvákem Burito                   | Ty znáš                   | odkaz | 2020 | Vremena ně vybirať (Времена не выбирать)  | Není čas vybírat                 | odkaz |
| 2014 | Vsjo zavisit ot nas (Всё зависит от нас)                   | Všechno záleží na nás     | odkaz | 2020 | Novogodnij vajb (Новогодний вайб)         | Novoroční atmosféra              | odkaz |
| 2014 | Narisuj mně něbo (Нарисуй мне небо)                        | Namaluj mi nebe           | odkaz | 2021 | Děvočka (Девочка)                         | Děvčátko                         | odkaz |
| 2015 | Papa (Пара)                                                |                           | odkaz | 2021 | Ně brošu na polpyti (Не брошу на полпути) | Nevzdám se v půli cesty          | odkaz |
| 2015 | Morevnutri (Моревнутри)                                    | Moře uvnitř               | odkaz | 2021 | Vydochni (Выдохни)                        | Vydechnout                       | odkaz |
| 2015 | Greju sčasťje (Грею счастье)                               | Hřeje mě štěstí           | odkaz | 2021 | Jabloko (Яблоко)                          | Jablko                           | odkaz |
| 2015 | Prazdnik k nam prichodit! (Праздник к нам приходит!)       | Svátek k nám přichází     | odkaz | 2021 | Něčego těrjať (Нечего терять)             | Není co ztratit                  | odkaz |
| 2016 | Otpusti (Отпусти)                                          | Odpustit                  | odkaz |      |                                           |                                  |       |
| 2016 | Navsegda (Навсегда)                                        | Navždy                    | odkaz |      |                                           |                                  |       |
| 2016 | Buď so mnoj rjadom (Будь со мной рядом)                    | Buď vedle mě              | odkaz |      |                                           |                                  |       |
| 2016 | S ljubimymi ně rasstavajtěs (С любимыми не расставайтесь!) |                           | odkaz |      |                                           |                                  |       |

## Ceny a nominace
| Rok  | Cena                                            | Nominovaná práce                                                                           | Kategorie                   | Výsledek  |
| ---- | ----------------------------------------------- | ------------------------------------------------------------------------------------------ | --------------------------- | --------- |
| 2005 | MTV Evropská hudební cena                       | Jolka (Ёлка)                                                                               | Nejlepší rap                | nominace  |
| 2007 | Zlatý gramofon (Золотой граммофон)              | Мальчик-красавчик (Chlapec-krasavec)                                                       | Píseň                       | vítězství |
| 2007 | Cena Muz-Tv (Премия Муз-ТВ)                     | Jolka (Ёлка)                                                                               | Nejlepší hip hopový projekt | nominace  |
| 2008 | Cena Muz-Tv (Премия Муз-ТВ)                     | Jolka (Ёлка)                                                                               | Nejlepší hip hopový projekt | nominace  |
| 2011 | Cena Muz-Tv (Премия Муз-ТВ)                     | Jolka (Ёлка)                                                                               | Nejlepší umělkyně           | nominace  |
| 2011 | Cena Muz-Tv (Премия Муз-ТВ)                     | Provans (Прованс)                                                                          | Nejlepší píseň              | nominace  |
| 2011 | Cena Muz-Tv (Премия Муз-ТВ)                     | Provans (Прованс)                                                                          | Nejlepší video              | nominace  |
| 2011 | Cena RU.TV (Премия RU.TV)                       | Provans (Прованс)                                                                          | Nejlepší píseň              | vítězství |
| 2011 | Zlatý gramofon (Золотой граммофон)              | Provans (Прованс)                                                                          | Píseň                       | vítězství |
| 2011 | Ocenění časopisu Oslnivá krása (Glamour awards) | Jolka (Ёлка)                                                                               | Zpěvačka roku               | vítězství |
| 2011 | Zvuková stopa cena (ZD Awards)                  | Jolka (Ёлка)                                                                               | Zpěvačka roku               | vítězství |
| 2011 | Zvuková stopa cena (ZD Awards)                  | Jolka (Ёлка)                                                                               | Umělec roku                 | nominace  |
| 2011 | Zvuková stopa cena (ZD Awards)                  | Точки расставлены (Body rozestaveny)                                                       | Album roku                  | nominace  |
| 2012 | Cena Muz-Tv (Премия Муз-ТВ)                     | Jolka (Ёлка)                                                                               | Nejlepší umělec             | vítězství |
| 2012 | Cena Muz-Tv (Премия Муз-ТВ)                     | Точки расставлены (Body rozestaveny)                                                       | Nejlepší album              | nominace  |
| 2012 | Cena Muz-Tv (Премия Муз-ТВ)                     | Около тебя (Okolo tebe)                                                                    | Nejlepší píseň              | nominace  |
| 2012 | Cena Muz-Tv (Премия Муз-ТВ)                     | Мальчик (Chlapec) s Pavlom Volej                                                           | Nejlepší duet               | nominace  |
| 2012 | Cena RU.TV (Премия RU.TV)                       | Jolka (Ёлка)                                                                               | Nejlepší zpěvačka           | nominace  |
| 2012 | Cena RU.TV (Премия RU.TV)                       | Около тебя (Okolo tebe)                                                                    | Nejlepší píseň              | vítězství |
| 2012 | Zlatý gramofon (Золотой граммофон)              | Около тебя (Okolo tebe)                                                                    | Píseň                       | vítězství |
| 2012 | YUNA                                            | Около тебя (Okolo tebe)                                                                    | Nejlepší píseň              | vítězství |
| 2012 | YUNA                                            | Jolka (Ёлка)                                                                               | Nejlepší umělkyně           | vítězství |
| 2013 | Cena RU.TV (Премия RU.TV)                       | Jolka (Ёлка)                                                                               | Nejlepší zpěvačka           | nominace  |
| 2013 | Cena RU.TV (Премия RU.TV)                       | Хочу (Chci)                                                                                | Nejlepší zvuková stopa      | vítězství |
| 2013 | Zlatý gramofon (Золотой граммофон)              | Хочу (Chci)                                                                                | Píseň                       | nominace  |
| 2013 | Píseň roku (Песня года)                         | Хочу (Chci)                                                                                | Píseň                       | vítězství |
| 2013 | Píseň roku (Песня года)                         | Jolka (Ёлка)                                                                               | Zpěvačka roku               | vítězství |
| 2013 | 20 Лучших Песен                                 | Хочу (Chci)                                                                                | Píseň                       | vítězství |
| 2014 | Русский                                         | Jolka (Ёлка)                                                                               | Nejlepší zpěvačka           | nominace  |
| 2014 | Cena RU.TV (Премия RU.TV)                       | Jolka (Ёлка)                                                                               | Nejlepší zpěvačka           | nominace  |
| 2014 | Cena RU.TV (Премия RU.TV)                       | Fanklub Jolky                                                                              | Nejlepší fanklub            | nominace  |
| 2014 | Velký pořad o lásce (Big Love Show)             | Jolka (Ёлка)                                                                               | Nejlepší zpěvačka           | vítězství |
| 2014 | Cena Muz-Tv (Премия Муз-ТВ)                     | Jolka (Ёлка)                                                                               | Nejlepší zpěvačka           | nominace  |
| 2014 | Evropa plus živě (Europa Plus LIVE)             | Лети, Лиза (LetˇLízo), Нарисуй мне небо (Namaluj mi nebe)                                  | Píseň                       | vítězství |
| 2014 | Zlatý gramofon (Золотой граммофон)              | Лети, Лиза (LetˇLízo)                                                                      | Píseň                       | vítězství |
| 2014 | Píseň roku (Песня года)                         | Нарисуй мне небо (Namaluj mi nebe)                                                         | Píseň                       | vítězství |
| 2014 | Rudá hvězd (Красная звезда)                     | Лети, Лиза (LetˇLízo), Нарисуй мне небо (Namaluj mi nebe), Ты знаешь(Víš)-Hostující Burito | Písně                       | vítězství |
| 2015 | Velký pořad o lásce (Big Love Show)             | Jolka (Ёлка)                                                                               | Nejlepší zpěvačka           | vítězství |
| 2015 | Hudební cena Top Hit 2015                       | Jolka (Ёлка)                                                                               | Nejvíce hraná zpěvačka      | vítězství |
| 2015 | Hudební cena Top Hit 2015                       | Ты знаешь (hostující Burito)                                                               | Nejpopulárnější duet        | vítězství |
| 2015 | Cena RU.TV (Премия RU.TV)                       | Всё зависит от нас (Všechno záleží na nás)                                                 | Nejlepší zvuková stopa      | vítězství |
| 2015 | Cena RU.TV (Премия RU.TV)                       | Jolka (Ёлка)                                                                               | Nejlepší zpěvačka           | nominace  |
| 2015 | Cena Muz-Tv (Премия Муз-ТВ)                     | Jolka (Ёлка)                                                                               | Nejlepší umělkyně           | nominace  |
| 2015 | Zlatý gramofon (Золотой граммофон)              | Provans (Прованс)                                                                          | Nejlepší za desetiletí      | vítězství |
| 2015 | Píseň roku (Песня года)                         | Моревнутри (Moře uvnitř)                                                                   | Píseň roku                  | vítězství |
| 2015 | Píseň roku (Песня года)                         | Jolka (Ёлка)                                                                               | Zpěvačka roku               | vítězství |
| 2016 | Cena RU.TV (Премия RU.TV)                       | Jolka (Ёлка)                                                                               | Zpěvačka roku               | vítězství |
| 2016 | Zlatý gramofon (Золотой граммофон)              | Грею счастье (Hřeje mě štěstí)                                                             | Píseň                       | vítězství |
| 2016 | Ruská hudební cena (Russian Music Awards)       | Jolka (Ёлка)                                                                               | Zpěvačka roku               | vítězství |
| 2018 | Zlatý gramofon (Золотой граммофон)              | Мир открывается (Svět se otevírá)                                                          | Píseň                       | vítězství |
| 2020 | Zlatý gramofon (Золотой граммофон)              | Мне легко (Je to pro mě snadné)                                                            | Píseň                       | vítězství |
| 2020 | Hudební cena Top Hit                            | Jolka (Ёлка)                                                                               | Umělec desetiletí           | vítězství |